# Куулар, Шомаадыр Дойлуевич
Шомаадыр Дойлуевич Куулар (род. 22 марта 1943) — прозаик, журналист.

## Биография
Шомаадыр Дойлуевич Куулар родился 22 марта 1943 года в местечке Хор-Тайга (ныне Ишкин) Сут-Хольского хошуна Тувинской Народной Республики. Окончил Суг-Аксынскую среднюю школу, трехгодичные курсы художника-оформителя, Высшую партийную школу при ЦК КПСС в Новосибирске. Работал художником-оформителем в республиканском музее, художником, корреспондентом, редактором газеты «Тыванын аныяктары», редактором газеты «Республика Тыва», директором Тувинского книжного издательства (1998—2011).

## Творчество
Литературную деятельность начал в 1978 году. Первая книга прозы «Кок-Хевек» (Созревание) вышла в 1984 г. Он в своих рассказах изображает повседневную жизнь героев, анализируя действия и поступки. Известность ему принес роман в трех томах «Баглааш» (Коновязь), в котором автор создал психологически достоверные образы людей, чьи моральные качества проявились в трудные годы истории. Как художник он оформил около 70 книг. Был членом Союза журналистов СССР (1969), Союза писателей Республики Тыва.

## Награды и звания
- Заслуженный работник Республики Тыва
- Медаль РТ «За доблестный труд»

## Основные публикации
- Созревание: повесть, рассказы, 1984
- Коновязь: роман, 1988, 2002, 2008
- Марево жизни: повесть, 1994